# Джагнот, Правинд
Правинд Кумар Джагнот (англ. Pravind Kumar Jugnoth; род. 25 декабря 1961, Вакоа-Феникс, Маврикий) — премьер-министр Маврикия с 23 января 2017 по 13 ноября 2024 года.

## Биография
Единственный сын сэра Анируда Джагнота, занимавшего пост президента страны и трижды возглавлявшего её правительство. В 1990 году вступил в созданную отцом партию Боевое социалистическое движение, в 1995 году впервые баллотировался в депутаты парламента, но неудачно (занял только четвёртое место, причём в ходе выборов ни один кандидат от БСД не был избран в парламент), после чего в 1996 году прошёл в городской совет Вакоа-Феникса. В 1999 году стал заместителем отца на посту лидера партии, а в 2000 году стал депутатом парламента и министром сельского хозяйства в правительстве под руководством отца.
В 2003 году Анируд Джагнот был избран президентом, и Правид Джагнот заменил его на посту лидера БСД. Тем не менее, согласно коалиционному соглашению между БСД и Маврикийским боевым движением Поля Беранже, последний возглавил правительство, а Правинд Джагнот стал его заместителем и министром финансов. В 2005 году, однако, коалиция БСД и МБД потерпела поражение на очередных выборах, а сам Джагнот потерял место в парламенте, в связи с чем не смог занять пост лидера оппозиции, когда в 2006 году расторг коалицию с МБД, что лишило Беранже этого поста. Тогда же лидерство Джагнота в партии было неудачно оспорено его дядей Ашоком Джагнотом, в результате покинувшим её ряды и создавшим собственную партию Национальный союз. В 2009 году Правинд Джагнот неожиданно выставил кандидатуру на довыборах против Ашока Джагнота, лишённого мандата по суду по обвинению в финансовых махинациях в период пребывания на посту министра здравоохранения в 2000—2005 годах, но попытавшегося немедленно вернуть его на довыборах на освободившееся кресло и проигравшего племяннику. При этом Ашок Джагнот получил поддержку МБД, а Правинд Джагнот — правящей Лейбористской партии.
В 2010 году на очередных выборах БСД вступило в коалицию с лейбористами, и в новом правительстве их лидера Навина Рамгулама Джагнот вновь получил посты заместителя премьер-министра и министра финансов. Однако той же осенью разразился скандал, связанный с одобрением правительством выкупа государством частной медицинской клиники, принадлежавшей сестре Правинда Джагнота, в результате которого была арестована министр здравоохранения Мана Хануманджи, а БСД перешла в оппозицию, вновь объединившись с МБД. В 2012 году после конфликта с Рамгуламом ушёл в отставку президент Анируд Джагнот, возобновив оппозиционную деятельность. В 2014 году, однако, уже МБД вступила в союз с лейбористами, после чего были объявлены досрочные парламентские выборы, которые коалиция лейбористов и МБД проиграла БСД. Новое правительство возглавил Анируд Джагнот, а его сын получил пост министра информационных технологий. В 2016 году он, после успешной апелляции в Верховный суд страны, снявший с него обвинение в конфликте интересов в случае с медицинской клиникой, вернулся на пост министра финансов, а после отставки отца по состоянию здоровья вернулся на пост премьер-министра.
Джагнот признал, что его правительство проиграло на парламентских выборах в Маврикии в 2024 году.